# Neukirchen-Vluyn
Neukirchen-Vluyn (IPA: [flyːn]) è una città di 27 613 abitanti della Renania Settentrionale-Vestfalia, in Germania.
Appartiene al distretto governativo (Regierungsbezirk) di Düsseldorf e al circondario (Kreis) di Wesel (targa WES).
Neukirchen-Vluyn si fregia del titolo di "Media città di circondario" (Mittlere kreisangehörige Stadt).